# Краснополье (Дубровский район)
Краснополье — деревня в Дубровском районе Брянской области, в составе Сещинского сельского поселения. Расположена в 2,5 км к юго-востоку от посёлка Сеща, у железнодорожной линии Брянск—Рославль. Население — 21 человек (2010).

## История
Упоминается с XVIII века; первоначально входила в Брянский уезд. С 1776 до 1929 года в Рославльском уезде Смоленской губернии (с 1861 — в составе Радичской волости, с 1924 в Сещинской волости).
В первой половине XX века упоминается как село с храмом (закрыт в 1938 году, не сохранился).